# Quedgeley
Quedgeley is een civil parish in het Engelse graafschap Gloucestershire met 17.519 inwoners.